# Trương Thị Mai

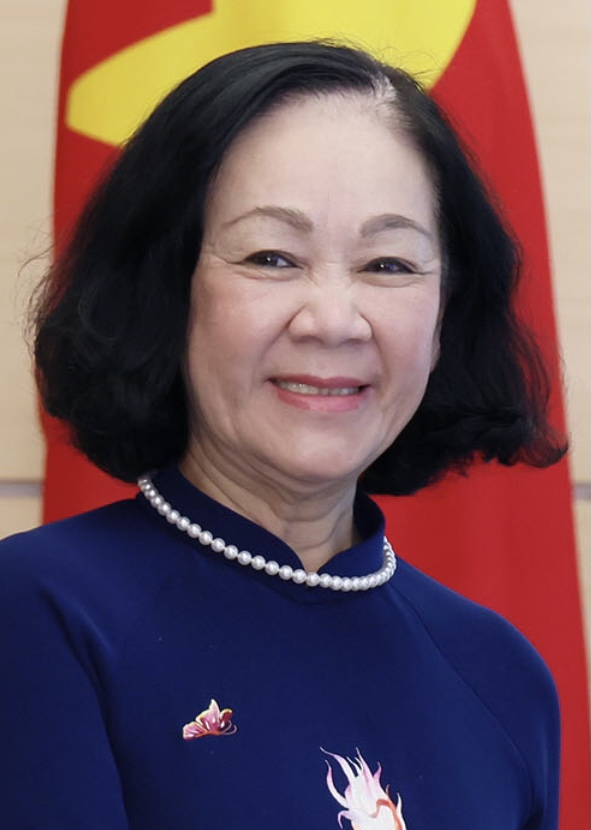
Trương Thị Mai (14. September 2021)

Trương Thị Mai (* 23. Mai 1958 in Hiền Ninh, Quảng Ninh, Quảng Bình, Nordvietnam) ist eine Politikerin der Kommunistischen Partei Vietnams KPV (Đảng Cộng sản Việt Nam) in der Sozialistischen Republik Vietnam, die seit 2016 Mitglied des Politbüros des Zentralkomitees (ZK) der KPV und damit die einzige Frau in diesem 18-köpfigen obersten Führungsgremium der Partei sowie zugleich Sekretärin des ZK ist. Nachdem sie von 2016 und 2021 bereits Vorsitzende der ZK-Kommission für Massenmobilisierung war, ist sie seit 2021 als erste Frau Vorsitzende der einflussreichen ZK-Kommission für Organisation.

## Leben
Trương Thị Mai begann nach dem Schulbesuch ein Geschichtsstudium sowie ein Studium der Rechtswissenschaften an der Universität Đà Lạt (DLU), welche sie mit einem Bachelor of Arts (BA History) sowie einem Bachelor of Laws (LL.B.) beendete. Ein postgraduales Studium der Verwaltungswissenschaften an der Nationalen Akademie für öffentliche Verwaltung schloss sie mit einem Master of Public Administration (MPA) ab und absolvierte zudem einen Studiengang im Fach Politische Theorie an der „Hồ Chí Minh“-Nationalakademie für Politik (Học viện Chính trị Quốc gia Hồ Chí Minh). Nach verschiedenen Funktion im Staats- und Parteiapparat wurde sie am 20. Juli 1997 erstmals Mitglied der Nationalversammlung (Quốc hội Việt Nam), der sie seither von der zehnten bis zur jetzigen 15. Legislaturperiode angehört. In der Nationalversammlung vertrat sie bislang die Provinzen Cà Mau (1997 bis 2002), Trà Vinh (2002 bis 2007), Bình Phước (2007 bis 2011), Lâm Đồng (2011 bis 2021) sowie seit 2021 Hòa Bình. Als Nachfolgerin von Hồ Đức Việt übernahm sie im März 1998 die Funktion als Vorsitzende des Vietnamesischen Jugendverbandes (Hội Liên hiệp Thanh niên Việt Nam), eine weit verbreitete soziale Organisation vietnamesischer Jugendlicher, die nominell die größte Jugendorganisation in Vietnam ist und die viele Mitgliedsjugendorganisationen sie die Kommunistische Jugendunion „Hồ Chí Minh“ umfasst. Sie bekleidete dieses Amt bis Februar 2003 und wurde daraufhin von Hoàng Bình Quân abgelöst. Zugleich war sie als Nachfolgerin von Hoàng Bình Quân von Juli 2001 bis zu ihrer Ablösung durch Đào Ngọc Dung im Dezember 2002 auch Ständige Sekretärin des ZK der Kommunistischen Jugendunion „Hồ Chí Minh“.
Auf dem X. Nationalkongress der KPV (18. bis 25. April 2006) wurde Trương Thị Mai erstmals Mitglied des ZK der KPV und gehört diesem Parteigremium nach ihren Wiederwahlen auf dem XI. Nationalkongress der KPV (12. bis 19. Januar 2011), XII. Nationalkongress (20. bis 28. Januar 2016) und auf dem XIII. Nationalkongress (25. Januar bis 1. Februar 2021) seither an. Sie bekleidete zudem zwischen dem 20. Mai 2007 und dem 5. April 2016 den Posten als Vorsitzende des Ausschusses für soziale Angelegenheiten der Nationalversammlung. Auf dem XII. Nationalkongress 2016 wurde sie auch zum ersten Mal Mitglied des Politbüros des Zentralkomitees (ZK) der KPV und ist nach ihrer Wiederwahl auf dem XIII. Nationalkongress 2021 die einzige Frau in diesem 18-köpfigen obersten Führungsgremium der Partei, nachdem  Nguyễn Thị Kim Ngân und Tòng Thị Phóng, die noch dem XII. Politbüro angehört hatten, aus dem Politbüro ausgeschieden sind. Zugleich ist sie seit dem XII. Nationalkongress 2016 Sekretärin des ZK der KPV und war als Nachfolgerin von Hà Thị Khiết vom 4. Februar 2016 bis zu ihrer Ablösung durch Bùi Thị Minh Hoài am 8. April 2021 zudem Vorsitzende der ZK-Kommission für Massenmobilisierung. Am 8. April 2021 löste sie Phạm Minh Chính als Vorsitzende der einflussreichen ZK-Kommission für Organisation ab und ist damit die erste Frau, die diese Funktion innehat. Seit dem 6. März 2023 ist sie als Nachfolgerin von Võ Văn Thưởng schließlich auch als erste Frau Ständiges Mitglied des Sekretariats des ZK der KPV und bekleidet in der aktuellen Parteihierarchie nach dem Generalsekretär des ZK der KPV Nguyễn Phú Trọng, dem Präsidenten der Sozialistischen Republik Vietnam Võ Văn Thưởng, Premierminister Phạm Minh Chính und dem Präsidenten der Nationalversammlung Vương Đình Huệ in der aktuellen Parteihierarchie des Politbüros den fünften Rang.